# Khả năng kết tinh
Khả năng kết tinh đề cập đến mức độ trật tự cấu trúc trong một chất rắn. Trong một tinh thể, các nguyên tử hoặc phân tử được sắp xếp theo một cấu trúc có quy tắc rõ ràng. Mức độ kết tinh có ảnh hưởng lớn đến độ cứng, khối lượng riêng, tính trong suốt và khả năng khuếch tán. Trong chất khí, những vị trí tương đối của nguyên tử hoặc phân tử là hoàn toàn ngẫu nhiên. Vật liệu vô định hình như chất lỏng và thủy tinh, đại diện cho một trường hợp trung gian, có trật tự trên một khoảng cách ngắn (khoảng cách khoảng một vài nguyên tử hoặc phân tử) nhưng không phải trên một khoảng cách dài.
Rất nhiều vật liệu, như kính-gốm sứ và một số polymer, có thể được xử lý theo một cách để tạo ra một hỗn hợp của tinh thể và các vùng vô định hình. Trong những trường hợp như vậy, khả năng kết tinh thường là nói đến như tỷ lệ phần trăm của khối lượng vật chất ở dạng tinh thể. Ngay cả trong vật chất mà hoàn toàn kết tinh, tuy nhiên, mức độ hoàn hảo của cấu trúc có thể thay đổi. Ví dụ, hầu hết hợp kim kim loại là tinh thể, nhưng chúng thường bao gồm nhiều vùng tinh thể độc lập (hạt hoặc crystallite) theo nhiều hướng được phân cách bằng các ranh giới hạt, hơn nữa, chúng có các khuyết tật tinh thể (đáng chú ý là các tinh thể sai vị trí) làm giảm mức độ hoàn hảo của cấu trúc tinh thể. Các tinh thể hoàn hảo nhất là các khối silicon được sản xuất cho điện tử bán dẫn, đây là tinh thể đơn lớn (vì vậy chúng không có ranh giới hạt), gần như không có tinh thể sai vị trí, và có thể kiểm soát chính xác mức độ của các nguyên tử khiếm khuyết.
Khả năng kết tinh có thể được đo bằng tinh thể học tia X, nhưng kỹ thuật calorimetric cũng được sử dụng.